# Nephila cornuta
Nephila cornuta  — вид павуків із родини Павуків-шовкопрядів.
Кількість яєць у коконі залежить від порядкового номера відкладання.

## Поширення
Вид є ендеміком Гаяни.